# Congregopora
Congregopora is een uitgestorven geslacht van neteldieren uit de familie van de Stylasteridae.

## Soort
- Congregopora nasiformis Nielsen, 1919 †